# Борисов Петро Михайлович
Петро Михайлович Борисов (нар. 1 березня 1932, село Подосіновка, тепер Новохоперського району Воронезької області, Російська Федерація — 5 січня 2019, місто Миколаїв) — радянський державний діяч, новатор виробництва, бригадир судноскладальників Чорноморського суднобудівного заводу. Депутат Верховної Ради СРСР 9—11-го скликань (1974—1989). Герой Соціалістичної Праці (8.10.1970).

## Біографія
Народився в селянській родині, осиротів у дворічному віці. Виховувався у односельчан на кошти колгоспу.
У 1950 році закінчив Воронезьке ремісниче училище за спеціальністю мідник-бляхар і був направлений на роботу до міста Миколаєва.
У 1950—1954 роках — судновий розмітник, складальник-добудовник заводу № 444 Міністерства суднобудівної промисловості СРСР в місті Миколаєві.
У 1954—1957 роках — служба на Військово-морському флоті СРСР.
У 1957 році повернувся на суднобудівний завод у Миколаєві, працював бригадиром судноскладальників Миколаївського (потім — Чорноморського) суднобудівного заводу.
Член КПРС з 1958 року.
Бригада Борисова виконувала план на 150—155 % при високій якості робіт, одна із перших отримала звання «колектива комуністичної праці». У 1973 році бригаду Борисова визнали найкращою серед суднобудівних колективів СРСР.
Потім — на пенсії у місті Миколаєві, де й похований.

## Нагороди
- Герой Соціалістичної Праці (8.10.1970)
- орден Леніна (8.10.1970)
- орден Трудового Червоного Прапора (28.04.1963)
- два ордени «Знак Пошани» (25.07.1966, 25.03.1974)
- медалі
- Почесна грамота Президії Верховної Ради Української РСР